# Rio Caraula
O Rio Caraula é um rio da Romênia, afluente do Suceava, localizado no distrito de Suceava.